# Ширинский, Павел Павлович
Павел Павлович Ширинский — советский хозяйственный, государственный и политический деятель.

## Биография
Родился в 1924 году в деревне Богданово. Член КПСС.
Участник боёв Великой Отечественной войны на Западном, 1-м и 2-м Прибалтийских фронтах, командир противотанковой батареи. С 1947 года — на хозяйственной, общественной и политической работе. В 1947—1995 гг. — студент, аспирант 2-го Московского государственного медицинского института, директор медицинского училища № 32 при 2-м МГМИ, ассистент, доцент кафедры судебной медицины 2-го МОЛГМИ, одновременно начальник отдела аспирантуры и клинической ординатуры, ответственный работник Академии медицинских наук СССР, заместитель заведующего отделом науки и учебных заведений ЦК КПСС, ответственный работник исполкома Союза Обществ Красного Креста и Красного Полумесяца, Координационного совета содружества ветеранских организаций СНГ.
Автор и соавтор более 100 научных и учебно-методических трудов, в том числе руководств, учебников и атласа по судебной медицине, руководства по судебно-медицинской токсикологии, учебников по судебной медицине для студентов медицинских и юридических вузов.
Умер в Москве в 2018 году.